# Jacques Laffite

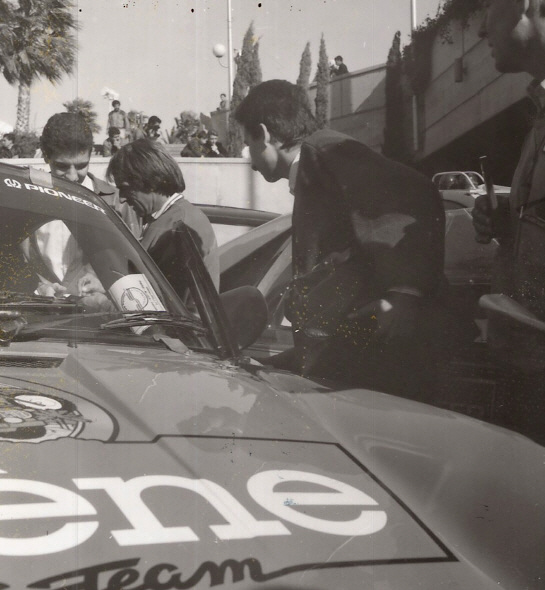
Laffite autogramosztás közben

Jacques-Henri Laffite (Párizs, 1943. november 21. –) francia autóversenyző, az 1973-as francia Formula–3-as sorozat, valamint az 1975-ös európai Formula–2-es bajnokság győztese. Pályafutása alatt hat futamgyőzelmet szerzett a Formula–1-es világbajnokságon.

## Pályafutása
1971-ben és 1972-ben a francia Formula Renault bajnokságban versenyzett. 1973-ban megnyerte hazája Formula–3-as sorozatát, valamint a Formula–3-as monacói nagydíjat.

### Formula–2
1974-ben debütált az európai Formula–2-es bajnokságon, valamint ebben az évben mutatkozott be a Formula–1-es világbajnokságon is. Két évig párhuzamosan indult a két sorozat futamain.
A 74-es Formula–2-es szezonban győzött a Salzburgringen, és további négyszer állt dobogóra. Végül harmadikként zárta az összetett értékelést honfitársa, Patrick Depailler és a német Hans-Joachim Stuck mögött. A következő idényben hét versenyt nyert meg, és nagy előnyben szerezte meg a bajnoki címet Patrick Tambay és Michel Leclère előtt.

### Formula–1
Frank Williams alakulatával, az Iso-Marlboróval mutatkozott be a Formula–1-es világbajnokságon. Két évet töltött a csapatnál, ez idő alatt egyszer végzett dobogós helyen, a 75-ös német nagydíjon második lett.
1976-ban a Ligier csapatához került, mely abban az évben debütált a világbajnokságon. Kétszer állt dobogóra az évben és hetedik lett a pontversenyben. Az 1977-es svéd versenyen megszerezte csapata és hazája első világbajnoki futamgyőzelmét a Formula–1-ben. Laffite a nyolcadik helyről rajtolt a futamon, majd több autót is megelőzött. Két körrel a leintés előtt még a második helyen állt Mario Andretti mögött, az amerikainak azonban ki kellett állnia a boxba, így ő került az élre.
1983-ig maradt a Ligiernél és további öt alkalommal tudott győzni; a pontversenyben azonban egyszer sem végzett a negyediknél jobb helyen.
1983-ban és 1984-ben korábbi csapatfőnökének újabb csapatával, a Williamsszel versenyzett. Ezekben az években még csak dobogón sem állt, és 1985-ben már újra a Ligiernél versenyzett. A 86-os brit nagydíjon belekeveredett egy rajtbalesetbe, amely során mindkét lába eltörött. Ez véget vetett Formula–1-es karrierjének.

### Formula–1 után
Felépülését követően leginkább nemzeti és nemzetközi túraautó-bajnokságok versenyein szerepelt.

## Eredményei

### Teljes eredménylistája az európai Formula–2-es bajnokságon
(Táblázat értelmezése)

(Félkövér: pole-pozícióból indult; dőlt: leggyorsabb kört futott) 

| Év   | Csapat               | 1      | 2      | 3      | 4     | 5     | 6      | 7      | 8      | 9      | 10    | 11     | 12     | 13     | 14    | Helyezés | Pont |
| ---- | -------------------- | ------ | ------ | ------ | ----- | ----- | ------ | ------ | ------ | ------ | ----- | ------ | ------ | ------ | ----- | -------- | ---- |
| 1974 | BP Racing            | BAR Ki | HOC 10 | PAU 2  | SAL 1 | HOC 2 | MUG Ki | KAR 3  | PER 7  | HOC 18 | VAL 3 |        |        |        |       | 3.       | 31   |
| 1975 | Écurie Elf Ambrozium | EST 1  | THR 1  | HOC Ki | NÜR 1 | PAU 1 | HOC 1  | SAL Hn | ROU Ki | MUG Ki | PER 1 | SIL Ki | ZOL Ki | NOG Ki | VAL 2 | 1.       | 63   |

### Teljes Formula–1-es eredménylistája
(Táblázat értelmezése)

(Félkövér: pole-pozícióból indult; dőlt: leggyorsabb kört futott) 

| Év   | Csapat                     | Modell         | Motor       | 1      | 2      | 3      | 4      | 5      | 6      | 7      | 8      | 9      | 10     | 11     | 12     | 13     | 14     | 15     | 16     | 17    | Helyezés | Pont |
| ---- | -------------------------- | -------------- | ----------- | ------ | ------ | ------ | ------ | ------ | ------ | ------ | ------ | ------ | ------ | ------ | ------ | ------ | ------ | ------ | ------ | ----- | -------- | ---- |
| 1974 | Frank Williams Racing Cars | Williams FW02  | Ford V8     | ARG    | BRA    | RSA    | ESP    | BEL    | MON    | SWE    | NED    | FRA    | GBR    | GER Ki | AUT Hn | ITA Ki | CAN 15 | USA Ki |        |       | -        | 0    |
| 1975 | Frank Williams Racing Cars | Williams FW02  | Ford V8     | ARG Ki | BRA 11 | RSA Hn | ESP    |        |        |        |        |        |        |        |        |        |        |        |        |       | 12.      | 6    |
| 1975 | Frank Williams Racing Cars | Williams FW04  | Ford V8     |        |        |        |        | MON Nk | BEL Ki | SWE    | NED Ki | FRA 11 | GBR Ki | GER 2  | AUT Ki | ITA Ki | USA Ni |        |        |       | 12.      | 6    |
| 1976 | Ligier Gitanes             | Ligier JS5     | Matra V12   | BRA Ki | RSA Ki | USW 4  | ESP 12 | BEL 3  | MON 12 | SWE 4  | FRA 14 | GBR Ki | GER Ki | AUT 2  | NED Ki | ITA 3  | CAN Ki | USA Ki | JPN 7  |       | 7.       | 20   |
| 1977 | Ligier Gitanes             | Ligier JS7     | Matra V12   | ARG Hn | BRA Ki | RSA Ki | USW 9  | ESP 7  | MON 7  | BEL Ki | SWE 1  | FRA 8  | GBR 6  | GER Ki | AUT Ki | NED 2  | ITA 8  | USA 7  | CAN Ki | JPN 5 | 10.      | 18   |
| 1978 | Ligier Gitanes             | Ligier JS7     | Matra V12   | ARG 16 | BRA 9  | RSA 5  | USW 5  |        | BEL 5  |        |        |        |        |        |        |        |        |        |        |       | 8.       | 19   |
| 1978 | Ligier Gitanes             | Ligier JS9     | Matra V12   |        |        |        |        | MON Ki |        | ESP 3  | SWE 7  | FRA 7  | GBR 10 | GER 3  | AUT 5  | NED 8  | ITA 4  | USA 11 | CAN Ki |       | 8.       | 19   |
| 1979 | Ligier Gitanes             | Ligier JS11    | Ford V8     | ARG 1  | BRA 1  | RSA Ki | USW Ki | ESP Ki | BEL 2  | MON Ki | FRA 8  | GBR Ki | GER 3  | AUT 3  | NED 3  | ITA Ki | CAN Ki | USA Ki |        |       | 4.       | 36   |
| 1980 | Equipe Ligier Gitanes      | Ligier JS11/15 | Ford V8     | ARG Ki | BRA Ki | RSA 2  | USW Ki | BEL 11 | MON 2  | FRA 3  | GBR Ki | GER 1  | AUT 4  | NED 3  | ITA 9  | CAN 8  | USA 5  |        |        |       | 4.       | 34   |
| 1981 | Equipe Talbot Gitanes      | Ligier JS17    | Matra V12   | USW Ki | BRA 6  | ARG Ki | RSM Ki | BEL 2  | MON 3  | ESP 2  | FRA Ki | GBR 3  | GER 3  | AUT 1  | NED Ki | ITA Ki | CAN 1  | CPL 6  |        |       | 4.       | 44   |
| 1982 | Equipe Talbot Gitanes      | Ligier JS17    | Matra V12   | RSA Ki | BRA Ki | USW Ki | SMR Vi | BEL 9  |        | DET 6  | CAN Ki |        |        |        |        |        |        |        |        |       | 17.      | 5    |
| 1982 | Equipe Talbot Gitanes      | Ligier JS19    | Matra V12   |        |        |        |        |        | MON Ki |        |        | NED Ki | GBR Ki | FRA 14 | GER Ki | AUT 3  | SUI Ki | ITA Ki | CPL Ki |       | 17.      | 5    |
| 1983 | TAG Williams               | Williams FW08C | Ford V8     | BRA 4  | USW 4  | FRA 6  | SMR 7  | MON Ki | BEL 6  | DET 5  | CAN Ki | GBR 12 | GER 6  | AUT Ki | NED Ki | ITA Nk | EUR Nk |        |        |       | 11.      | 11   |
| 1983 | TAG Williams               | Williams FW09  | Honda V6T   |        |        |        |        |        |        |        |        |        |        |        |        |        |        | RSA Ki |        |       | 11.      | 11   |
| 1984 | Saudia Williams Honda      | Williams FW09  | Honda V6T   | BRA Ki | RSA Ki | BEL Ki | SMR Ki | FRA 8  | MON 8  | CAN Ki | DET 5  | DAL 4  |        |        |        |        |        |        |        |       | 14.      | 5    |
| 1984 | Saudia Williams Honda      | Williams FW09B | Honda V6T   |        |        |        |        |        |        |        |        |        | GBR Ki | GER Ki | AUT Ki | NED Ki | ITA Ki | EUR Ki | POR 14 |       | 14.      | 5    |
| 1985 | Equipe Ligier Gitanes      | Ligier JS25    | Renault V6T | BRA 6  | POR Ki | SMR Ki | MON 6  | CAN 8  | DET 12 | FRA Ki | GBR 3  | GER 3  | AUT Ki | NED Ki | ITA Ki | BEL 11 | EUR Ki | RSA    | AUS 2  |       | 9.       | 16   |
| 1986 | Equipe Ligier              | Ligier JS27    | Renault V6T | BRA 3  | ESP Ki | SMR Ki | MON 6  | BEL 5  | CAN 7  | DET 2  | FRA 6  | GBR Ki | GER    | HUN    | AUT    | ITA    | POR    | MEX    | AUS    |       | 8.       | 14   |

## Fordítás
- Ez a szócikk részben vagy egészben  a   Jacques Laffite című angol Wikipédia-szócikk fordításán alapul.  Az eredeti cikk szerkesztőit annak laptörténete sorolja fel. Ez a jelzés csupán a megfogalmazás eredetét és a szerzői jogokat jelzi, nem szolgál a cikkben szereplő információk forrásmegjelöléseként.